# 46. pehotna divizija (ZDA)
46. pehotna divizija (izvirno angleško 46th Infantry Division) je bila sprva fantomska pehotna divizija Kopenske vojske ZDA.

## Zgodovina
Divizija je bila ustanovljena v sklopu operacije Fortitude.